# Mike Komisarek
Michael „Mike“ Komisarek (* 19. Januar 1982 in West Islip, Long Island, New York) ist ein ehemaliger US-amerikanischer Eishockeyspieler und derzeitiger -trainer polnischer Abstammung. Während seiner aktiven Karriere absolvierte der Verteidiger über 500 Spiele für die Canadiens de Montréal, die Toronto Maple Leafs und die Carolina Hurricanes in der National Hockey League. Seit Juli 2017 steht er im Trainerteam der Buffalo Sabres.

## Karriere

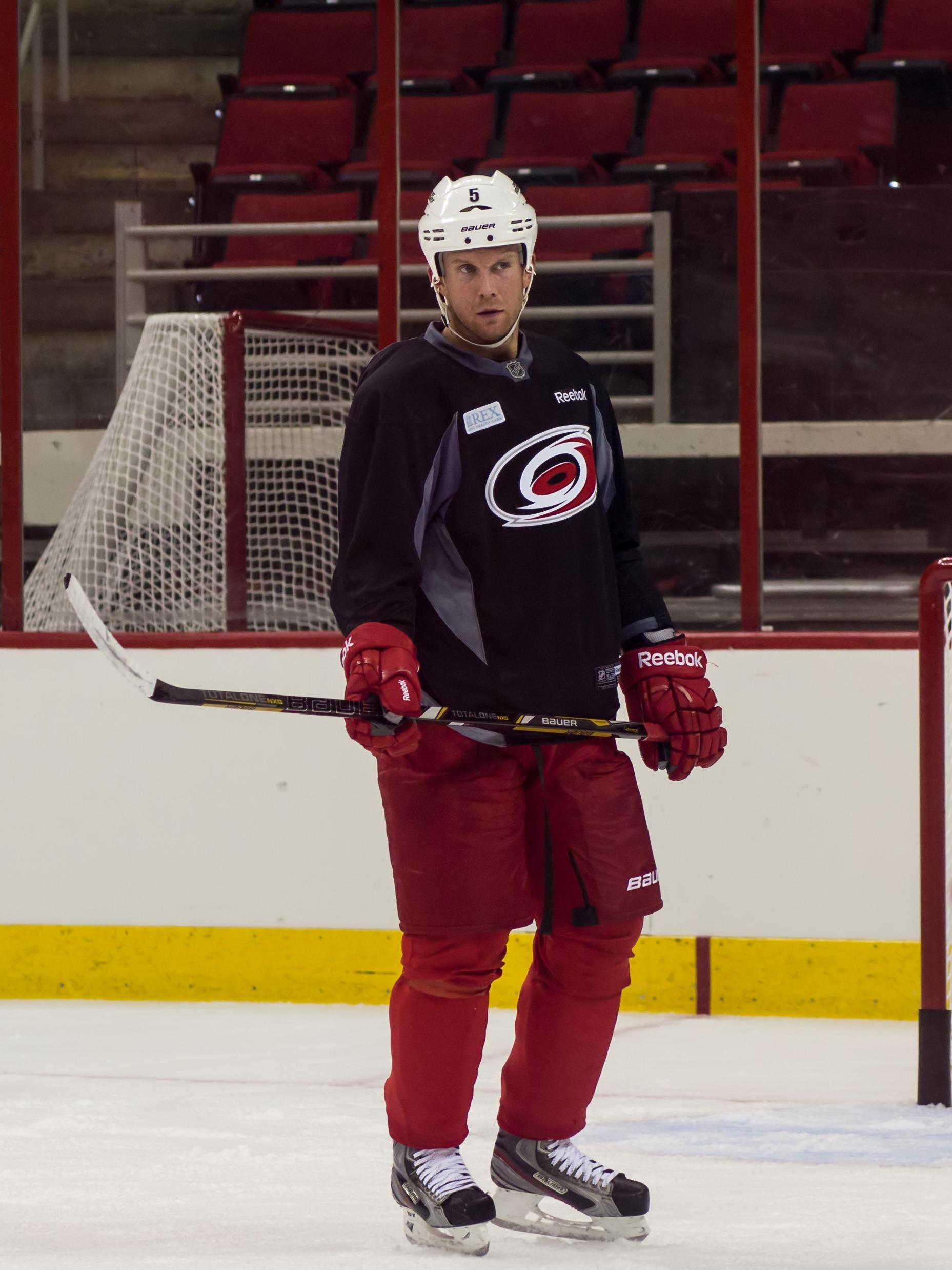
Komisarek im Training der Hurricanes

Komisareks Vater Roman wanderte im Alter von 24 Jahren aus Polen in die USA aus, wo er zunächst eine Autowerkstatt auf Long Island betrieb und seine Frau später nachholte. Der in den Vereinigten Staaten geborene Sohn Mike spielte zunächst in verschiedenen Juniorligen, bevor er ins Förderprogramm des US-amerikanischen Eishockeyverbands USA Hockey aufgenommen wurde. Während seiner Collegezeit spielte der 1,93 m große Verteidiger für die University of Michigan in der Central Collegiate Hockey Association, einer Liga im Spielbetrieb der National Collegiate Athletic Association.
Beim NHL Entry Draft 2001 wurde Komisarek schließlich als Siebter in der ersten Runde von den Canadiens de Montréal ausgewählt. Zunächst pendelte der Rechtsschütze zwischen den Canadiens und deren Farmteam, den Hamilton Bulldogs aus der American Hockey League, nach dem Lockout in der Saison 2004/05 schaffte Komisarek schließlich den Sprung in den Stammkader der Montréal Canadiens. Dort erfreute sich der US-Amerikaner aufgrund seiner körperbetonten und mannschaftsdienlichen Spielweise großer Beliebtheit bei den Fans, so führte er die Liga in der Saison 2007/08 bei der Anzahl der geblockten Schüsse (227) an und fuhr die zweitmeisten Checks innerhalb dieser Spielzeit. In der Saison zuvor gelang ihm im März 2006 gegen die Washington Capitals sein erster Torerfolg in bis dato 123 NHL-Partien. Im Jahr 2009 nahm Komisarek für das Team der Eastern Conference am All-Star Game teil.
Zur Saison 2009/10 wechselte der Rechtsschütze innerhalb der Liga zu den Toronto Maple Leafs, bei denen er einen Fünfjahresvertrag mit einem kolportierten Jahresgehalt von durchschnittlich 4,5 Millionen US-Dollar erhielt. Im Januar 2010 erlitt Komisarek im Spiel gegen die Calgary Flames einen Schulterverletzung, welche das Saisonaus für ihn bedeutete und somit auch seine Teilnahme an den Olympischen Winterspielen in Vancouver verhinderte, für die er kurz zuvor ins Aufgebot der US-amerikanischen Nationalmannschaft nominiert worden war. Nach schwachen Leistungen sowie nicht erfüllter Erwartungen verbrachte der Defensivspieler einen Großteil der Saison 2012/13 auf der Tribüne in Toronto und wurde im März 2013 auf eigenen Wunsch zugunsten von Spielpraxis zum Farmteam Toronto Marlies in die AHL geschickt. Im Juli 2013 wurde sein Kontrakt von den Toronto Maple Leafs frühzeitig ausbezahlt (buy out). Wenige Tage später unterzeichnete Komisarek einen Einjahresvertrag bei den Carolina Hurricanes, der nach der Saison 2013/14 nicht verlängert wurde.
Im September 2014 war der Verteidiger kurze Zeit im Rahmen eines Probevertrages (try-out) bei den New Jersey Devils engagiert, welche sich jedoch gegen eine feste Verpflichtung entschieden. Anschließend verkündete Komisarek, dass er – mangels Angebote aus der NHL – seine aktive Karriere beendet und das Studium an der University of Michigan wieder aufnimmt, wo er weiterhin ab Januar 2015 die Eishockeymannschaft der Universität als Assistenztrainer betreute. Letztere Position hatte er bis zum Ende der Spielzeit 2015/16 inne.
Zur Saison 2017/18 wurde Komisarek von den Buffalo Sabres verpflichtet und ist dort fortan für die Spielerentwicklung verantwortlich (player development coach).

## Erfolge und Auszeichnungen
| - 2001 CCHA All-Rookie Team - 2002 Mason-Cup-Gewinn mit der University of Michigan - 2002 CCHA First All-Star Team - 2002 CCHA Best Defensive Defenseman | - 2002 NCAA West First All-American Team - 2003 Teilnahme am AHL All-Star Classic - 2003 AHL All-Rookie Team - 2009 Teilnahme am NHL All-Star Game |

## Karrierestatistik

### International
Vertrat die USA bei:
| - U18-Junioren-Weltmeisterschaft 2000 - U18-Junioren-Weltmeisterschaft 2001 - U20-Junioren-Weltmeisterschaft 2002 | - Weltmeisterschaft 2006 - Weltmeisterschaft 2011 |

(Legende zur Spielerstatistik: Sp oder GP = absolvierte Spiele; T oder G = erzielte Tore; V oder A = erzielte Assists; Pkt oder Pts = erzielte Scorerpunkte; SM oder PIM = erhaltene Strafminuten; +/− = Plus/Minus-Bilanz; PP = erzielte Überzahltore; SH = erzielte Unterzahltore; GW = erzielte Siegtore; 1 Play-downs/Relegation; Kursiv: Statistik nicht vollständig)